# Paula Brancati
Paula Brancati (* 6. Juni 1989 in Thornhill, Ontario) ist eine kanadische Filmschauspielerin.

## Leben
Paula Brancati spielte bereits zur Schulzeit Theater. Seit Ende der 1990er Jahre ist sie in kanadischen Film- und Fernsehproduktionen zu sehen. Ab 2007 spielte sie den Teenager Jane Vaughn in der Serie Degrassi: The Next Generation und ab 2009 das Partygirl Jenny Zalen in Being Erica. 2011 gründete sie mit Michael Seater die Produktionsfirma BrancSeater.

## Filmografie (Auswahl)
- 2003: Cold Creek Manor – Das Haus am Fluss (Cold Creek Manor)
- 2003: Radio Free Roscoe (Fernsehserie, 2 Folgen)
- 2004: Veritas: The Quest (Fernsehserie, Folge 1x12 Eternal)
- 2004–2006: Dark Oracle (Fernsehserie, 21 Folgen)
- 2005: Painkiller Jane
- 2005: The Blobheads (Fernsehserie, 6 Folgen)
- 2007–2010: Degrassi: The Next Generation (Fernsehserie, 69 Folgen)
- 2009: Mensch, Derek! (Life with Derek, Fernsehserie, Folge 4x16 Truman's Last Chance)
- 2009: 2007: Heartland – Paradies für Pferde (Heartland, Folge 1x09 Ghost from the Past)
- 2009: Die Reise des Weihnachtsbaums (The National Tree, Fernsehfilm)
- 2009–2011: Being Erica – Alles auf Anfang (Being Erica, Fernsehserie, 34 Folgen)
- 2010: The Rest of My Life (Fernsehfilm)
- 2011: Santa … verzweifelt gesucht (Desperately Seeking Santa)
- 2012: Call Me Fitz (Fernsehserie, Folge 3x06 Semen Gate)
- 2012: Flashpoint – Das Spezialkommando (Flashpoint, Fernsehserie, Folge 5x07 Forget Oblivion)
- 2013: Murdoch Mysteries – Auf den Spuren mysteriöser Mordfälle (Murdoch Mysteries, Fernsehserie, Folge 1x07 Twisted Sisters)
- 2013: Off2Kali Comedy (Fernsehserie, Folge 1x07 Pick My Fake Indian Name!)
- 2015: People Hold On (auch Buch)
- 2016: Sadie’s Last Days on Earth
- 2016–2023: Slasher (Fernsehserie, 28 Folgen)
- 2017: What Would Sal Do? (Fernsehserie, 3 Folgen)
- 2018: Edging
- 2019: Majic
- 2019: From the Vine
- 2019: Ein Weihnachtsgeschenk des Himmels (Grounded for Christmas, Fernsehfilm)
- 2019: Frankie Drake Mysteries (Fernsehserie, Folge 3x07 Out on a Limb)
- 2019–2020: Workin’ Moms (Fernsehserie, 5 Folgen)
- 2020: Hudson & Rex (Fernsehserie, Folge 1x09 The Mourning Show)
- 2021–2022: In the Dark (Fernsehserie, 3 Folgen)
- 2021: Death She Wrote (Fernsehfilm)
- 2021: Diggstown (Fernsehserie, Folge 3x08 Riley Seaver)
- 2023: Sincerely Christmas
- 2024: Murdoch Mysteries – Auf den Spuren mysteriöser Mordfälle (Murdoch Mysteries, Fernsehserie, Folge 17x10 Mrs. Crabtree's Neighbourhood)
- 2025: Hell Motel (Fernsehserie, 6 Folgen)